# Red (Wildstorm)
Pour les articles homonymes, voir Red.
Red est une série de comics créée par Warren Ellis et Cully Hamner en 2003.
Elle a été adaptée au cinéma en 2010 par Robert Schwentke sous le même nom. Le film a fait l'objet d'une suite sortie trois ans plus tard : Red 2.

## Résumé
Paul Moses est un agent de la CIA à la retraite dont la spécialité est de tuer des gens. Une nouvelle administration prend la tête de la Maison Blanche et décide de se débarrasser de lui. C'est l'heure du massacre !

## Parutions

### Version originale
- Red

### Version française
- Red , avec 80 planches[2]

## Adaptation cinéma
Le comic a été adapté en film, diffusé en 2010 par Robert Schwentke sous le titre Red ,

## Adaptation télévisée
En 2015, NBC développait une série télévisée Red avec les frères Hoeber, Lorenzo di Bonaventura et Mark Vahradian. 

## Préquelle
Cully Hamner est revenu à la fois pour écrire et illustrer le personnage de Frank Moses pour un prequel de 40 pages intitulé Red: Eyes Only . Warren Ellis a donné sa bénédiction au projet mais a choisi de ne pas y participer. 
De plus, quatre préquelles ont été produites mettant en vedette des personnages créés pour le film et écrits par les scénaristes : Victoria, Joe, Marvin, Frank.
Eyes Only et les quatre préquelles ont été rassemblées dans une édition intitulée Better RED Than Dead en 2011